# Selena: A Série
Selena: A Série (no original: Selena: The Series) é uma série de televisão via streaming biográfica americana, baseada na vida da cantora Selena Quintanilla  A série é produzida pela Netflix e Campanario Entertainment com a família da cantora. Essa série é a versão autorizada da vida de Selena, ao contrário da série El Secreto de Selena, versão não autorizada da jornalista María Celeste Arrarás, lançado em 2018. A série é protagonizada por Christian Serratos como personagem principal.
A série consiste em uma temporada de 18 episódios dividida em duas partes de 9 episódios, respectivamente. A Netflix atrasou sua estreia programada e eles tiveram que retomar as filmagens depois de meses devido à pandemia de COVID-19.

## Sinopse
A história da cantora mexicana-americana Selena Quintanilla, desde a infância até a ascensão à fama, junto com as difíceis e dolorosas decisões que teve que tomar para viver do amor e se apegar à música.

## Elenco

### Principal
- Christian Serratos como Selena Quintanilla
  - Madison Taylor Baez como Selena jovem
- Gabriel Chavarria como A.B. Quintanilla
  - Juan Martinez como A.B. jovem
- Ricardo Chavira como Abraham Quintanilla
  - Brandol Ruiz como Abraham jovem
- Noemi Gonzalez como Suzette Quintanilla
  - Daniela Estrada como Suzette jovem
- Seidy López como Marcella Quintanilla
  - Aneasa Yacoub como Marcella jovem

### Recorrente
- Julio Macías como Pete Astudillo
- Jesse Posey como Chris Pérez
- Hunter Reese Peña como Ricky Vela
- Carlos Alfredo Jr. como Joe Ojeda
- Paul Rodríguez como Roger García
- Eric 'Rigo' Aragón como José Behar[9]
- Mark Atkinson como Denny, gerente de Selena[9]
- Oscar Ávila como Manny Guerra[9]
- David Barrera como Héctor[9]
- Casey Tutton como Jilly[9]
- Bryan Arion como Ray
- Natasha Pérez como Yolanda Saldivar[10]

### Convidado
- David Barrera como Hector
- Oscar Avila como Manny Guerra
- Casey Tutton como Jilly
- Catia Ojeda como Laura Canales
- Mark Atkinson como Denny
- David Fernández Jr. como David Kramer[9]
- Joe Lorenzo como Luis Silva
- Giovanna Bush como Beyoncé jovem

## Episódios
| Temporada | Temporada | Parte | Episódios | Episódios | Originalmente lançado |
| --------- | --------- | ----- | --------- | --------- | --------------------- |
|           | 1         | 1     | 18        | 9         | 4 de dezembro de 2020 |
|           | 1         | 2     | 18        | 9         | 4 de maio de 2021     |

### 1ª Temporada (2020-21)
| Parte 1 |    |                                                                           |                    |                                               |                       |
| 01 | 01 | "Daydream" "(Sonhando Acordada)" (BR)                                     | Hiromi Kamata      | Moisés Zamora                                 | 4 de dezembro de 2020 |
| O prólogo de abertura foi em 1994, quando Selena deu um show para milhares de fãs em Chicago. O episódio então se move para a infância de Selena no Texas, onde seu pai inclinado à música, Abraham, decide formar uma banda familiar após ouvir Selena cantar. Com o empreededorismo de Abraham e o apoio de sua esposa Marcella, Selena e seus irmãos, Suzette e AB formam o Southern Pearl, uma banda cover que canta músicas antigas. A família enfrenta uma recessão econômica e pequenos shows até ter uma apresentação bem-sucedida no casamento de um amigo da família, o que os incentiva a continuar. Em um carnaval, Abraham vê uma banda Tejano popular e percebe que a música Tejano mudou desde sua época em uma banda. Ele decide renovar a banda da família e mudar seu foco para a música em língua espanhola, formando Selena Y Los Dinos. |    |                                                                           |                    |                                               |                       |
| 02 | 02 | "Dame Un Beso"                                                            | Hiromi Kamata      | Moisés Zamora                                 | 4 de dezembro de 2020 |
| Em 1986, Selena Y Los Dinos teve algum sucesso, mas ainda enfrenta dificuldades financeiras. Enquanto Abraham consegue um novo contrato de gravação, ele incentiva AB a assumir o comando da banda, encontrando novos membros e obtendo novas músicas. AB persegue o compositor Luis Silva, mas fica desapontado quando ele se recusa a lhes dar uma música. Com o incentivo de Abraham, AB começa a escrever novas canções em colaboração com seu novo tecladista, Rick. Eles gravam um LP e sua música Dame un Beso é tocada no rádio, o que emociona AB. No entanto, Selena teve que abandonar a escola e, embora animada para desenhar os figurinos da banda, sente que está perdendo as experiências normais da adolescência. |    |                                                                           |                    |                                               |                       |
| 03 | 03 | "And the winner is..." "(E o Vencedor é...)"                              | Hiromi Kamata      | Jessica Lopez                                 | 4 de dezembro de 2020 |
| A família fica animada quando Selena Y Los Dinos é indicada ao Tejano Music Awards de Melhor Canção e Vocalista Feminina do Ano; eles perdem o primeiro, mas Selena vence o segundo. Na cerimônia de premiação, Selena conhece Laura Canales, que lhe dá conselhos para ser quem ela é ao invés de quem as pessoas querem que ela seja. Abraham marca uma aparição no show de Johnny Canales, que seria a primeira apresentação de Selena no México, e ela está determinada a melhorar seu espanhol antes disso. O show começa mal quando Selena abre com uma música em inglês, mas melhora quando eles mudam para La Bamba. Após o show, Suzette, que tem sentido que sua contribuição para a banda não é significativa, fica emocionada ao conhecer uma jovem fã mexicana que quer ser baterista como ela. |    |                                                                           |                    |                                               |                       |
| 04 | 04 | "Opening Act" "(Show de Abertura)"                                        | Hiromi Kamata      | Claudia Forestieri                            | 4 de dezembro de 2020 |
| Em 1988, Abraham compra um ônibus para que a banda faça uma turnê. Depois de viajar pelo clima quente e frio em vários estados, a voz de Selena começa a se deteriorar. Chegando em Laredo, eles descobrem que um local próximo está tentando sabotar seu show. Para ajudar Selena a administrar sua voz, eles recrutam uma banda de abertura, Los Bad Boys. A apresentação traz casa cheia e é visitada por um produtor musical da CBS, que entrega seu cartão a Abraham. Abraham fica sabendo que o senhorio quer vender a casa deles e, na expectativa de fechar um contrato com uma gravadora, compra a casa deles e as duas casas vizinhas para a banda. AB flerta com uma fã durante um show, mas depois fica intrigada com sua irmã, Vangie. |    |                                                                           |                    |                                               |                       |
| 05 | 05 | "Dulce Amor"                                                              | Hiromi Kamata      | Eddie Serrano                                 | 4 de dezembro de 2020 |
| As negociações com a CBS ainda estão em andamento, mas no Tejano Music Awards, Selena é abordada por um produtor musical da EMI, José Behar. Abraham conhece José, que oferece menos dinheiro do que a CBS, mas vai se comprometer com um álbum cruzado em inglês. Abraham decide assinar a banda com a EMI, embora eles assinem como "Selena", ou seja, retirando o nome completo da banda. AB e Vangie se preparam para ter um bebê, e AB se preocupa como a turnê afetará sua família porque Roger deixa a banda devido ao estresse familiar. Abraham convida os membros dos Los Bad Boys, Joe e Pete, para se juntarem à banda, e o AB tenta recrutar um novo guitarrista, Chris Perez, que inicialmente o recusa. |    |                                                                           |                    |                                               |                       |
| 06 | 06 | "My Love"                                                                 | Hiromi Kamata      | Aaron Serna                                   | 4 de dezembro de 2020 |
| A banda começa a trabalhar em seu primeiro álbum com a EMI. AB e Rick fazem a música, com AB empurrando a si mesmo por medo de que a gravadora mantenha Selena, mas abandone a banda se o álbum for mal. Selena e Suzette desenham roupas para a capa do álbum, mas são forçadas pelos estilistas da EMI a um visual "exótico" que toda a banda odeia. A banda cede às decisões criativas da gravadora por enquanto, e usa sua decepção para gravar um cover em espanhol de Sukiyaki. Incentivada por feedback em uma festa de audição, Selena decide que quer fazer sua própria linha de roupas. Chris Perez se junta à banda como seu novo guitarrista, e ele começa trocar olhares com Selena. |    |                                                                           |                    |                                               |                       |
| 07 | 07 | "Fideo" "(Macarrão à Mexicana)"                                           | Katina Medina Mora | Jorge Ramirez-Martinez e Pamela Garcia Rooney | 4 de dezembro de 2020 |
| É 1989 e a banda começa uma nova turnê com seu ônibus reformado. AB é mantido sob pressão escrevendo novas músicas para o próximo álbum, entre elas Baila esta cumbia. Selena ganha como Vocalista Feminina do Ano no Tejano Music Awards pela terceira vez consecutiva, mas continua frustrada porque sua banda não ganhou com ela. Selena e Chris passam um tempo juntos e ficam próximos, preocupando Suzette que eles terão problemas com Abraham. Depois de um show, Selena e Chris se beijam, mas no dia seguinte concorda em continuar amigos porque Selena não quer mentir para seu pai ou fazer com que Chris seja demitido da banda. |    |                                                                           |                    |                                               |                       |
| 08 | 08 | "Gold Rush" "(A Hora do Ouro)"                                            | Katina Medina Mora | Brenna Kouf                                   | 4 de dezembro de 2020 |
| Sentindo-se apática por causa de Chris, Selena cortou o cabelo bem curto, um dia antes de sua sessão de fotos para a capa de seu segundo álbum, Ven Conmigo. Em 1991, Selena grava seu primeiro videoclipe, para a Buenos Amigos com o Álvaro Torres. Ven Conmigo alcança o status de ouro e Buenos Amigos alcança o número 1 no Hot Latin Songs da Billboard, mas a EMI empurra para trás o álbum em inglês de Selena até que ela possa alcançar Platina com um álbum em espanhol. Durante um momento privado, Selena e Chris se beijam e decidem continuar se vendo em segredo. Selena pergunta a Marcella quando ela sabia que Abraham era "o cara", e ela conta como se arriscou com ele. |    |                                                                           |                    |                                               |                       |
| 09 | 09 | "Qué Creías"                                                              | Katina Medina Mora | Henry Robles                                  | 4 de dezembro de 2020 |
| Em uma apresentação em Eagle Pass, uma briga começa na multidão e Selena é agarrada por um fã. Marcella pede a Abraham para verificar as opções de segurança, e Abraham contrata um amigo como guarda-costas. Com a popularidade crescente de Selena, José aconselha Abraham a começar um fã-clube para gerenciar sua correspondência de fãs, mercadorias e atividades; Abraham tem contato com Suzette Yolanda Saldívar, uma fã que se ofereceu para administrar o fã-clube gratuitamente. Pete anuncia que está seguindo uma carreira solo, mas por enquanto permanece com a banda e ajuda AB a escrever Como La Flor. Suzette descobre que Selena e Chris estão se vendo e, a princípio, fica com raiva deles até que ela começa um relacionamento à distância e percebe como a situação é frustrante para eles. Abraham acidentalmente vê Selena e Chris em um momento privado e imediatamente o expulsa do ônibus, apesar dos protestos de Selena.                                                      |    |                                                                           |                    |                                               |                       |
| Parte 2 |    |                                                                           |                    |                                               |                       |
| 10 | 10 | "Como La Flor"                                                            | Hiromi Kamata      | Moisés Zamora                                 | 4 de maio de 2021     |
| É 1992, e a nova música de Selena, Como la Flor, é um sucesso, aumentando as pré-vendas de seu terceiro álbum e levando a EMI a pedir um quarto. No entanto, Selena ainda está triste por estar separada de Chris, com quem ela está saindo em segredo. Um confronto com Suzette faz Selena perceber uma solução para ter que escolher entre a família e o amor - Selena e Chris fogem. Mas antes que eles possam contar a Abraham e aos outros, um escrivão do tribunal vaza a notícia e eles ficam sabendo pelo rádio. Selena e Chris decidem ficar longe por alguns dias para que os ânimos explodam. |    |                                                                           |                    |                                               |                       |
| 11 | 11 | "Enter My World" "(No Meu Mundo)" (BR)                                    | Hiromi Kamata      | Moisés Zamora                                 | 4 de maio de 2021     |
| Selena e Chris voltam e se reconciliam com Abraham e os outros, embora ainda existam sentimentos de mágoa por não terem sido incluídos no casamento. Abraham oferece a Selena e Chris a casa vazia ao lado; Selena em particular quer ter seu próprio lugar, mas concorda em ficar com a casa. A banda sai em turnê no México pela primeira vez, onde Abraham convence Selena e Chris a esconder seu casamento, principalmente por causa de seus fãs do sexo masculino. Selena concorda no início, mas após a pressão de mentir em uma gravação ao vivo do programa de TV de Verónica Castro e para um jornalista, no show de Monterrey ela apresenta Chris como seu marido. O público vaia no início, mas o comportamento charmoso de Selena conquista a multidão. |    |                                                                           |                    |                                               |                       |
| 12 | 12 | "The Call" "(A Ligação)" (BR)                                             | Hiromi Kamata      | Henry Robles                                  | 4 de maio de 2021     |
| Em 1993, Abraham conclui a construção de um estúdio de gravação para sua produtora Q-Productions, usando uma garagem que ele tinha desde 1982. Selena se inspira em Abraham para construir uma butique, e segue em frente, apesar das preocupações iniciais de Chris e Abraham. Abraham diz a Selena para contratar Yolande, que dirige seu fã-clube, para ajudar a administrar o negócio. AB está sob pressão para completar uma nova música para o álbum ao vivo de Selena, e depois de uma conversa estimulante de Abraham, descobre que La Llamada precisa ser gravada com toda a banda no estúdio tocando uns aos outros. O sucesso do álbum ao vivo fez com que Jose oferecesse a Selena o tão aguardado álbum crossover inglês, a ser produzido por Nancy Brennan da SBK Records, mas para Selena solo, sem a banda. O namorado de Suzette, Bill, a pede em casamento. |    |                                                                           |                    |                                               |                       |
| 13 | 13 | "Itty Bitty Bubbles" "(Pequenas, Minúsculas Bolhinhas)" (BR)              | Hiromi Kamata      | Brenna Kouf                                   | 4 de maio de 2021     |
| Selena luta para conciliar seu tempo entre a turnê, reformas na butique e a preparação para o casamento de Suzette. Ela não aceitou o contrato do álbum em inglês, temendo a resposta de sua família e incerta se ela conseguirá ficar sozinha. Durante uma passagem de som para o Lo Nuestro Awards em Miami, Selena e a banda freestyle faz uma música que se torna Bidi Bidi Bom Bom. Depois de lutar com os empreiteiros da boutique, Selena delega muito do trabalho para Yolanda gerenciar. Suzette e Bill se casam, com Selena como sua madrinha e Yolanda como dama de honra. Selena conta a Suzette sobre o negócio e, com seu incentivo, assina o contrato. |    |                                                                           |                    |                                               |                       |
| 14 | 14 | "Oh, No" "(Ah, Não)" (BR)                                                 | Hiromi Kamata      | Jorge Ramirez-Martinez                        | 4 de maio de 2021     |
| Selena fica maravilhada enquanto trabalha em seu álbum em inglês, outro álbum em espanhol, e prepara a butique para a inauguração. A assistente de Nancy fica surpresa que Selena esteja lidando com todo o trabalho pessoalmente, em vez de por meio de uma assistente. Selena e AB gravam Techno Cumbia e Ya No para o álbum em espanhol. Selena contrata sua prima Debra para trabalhar na butique. Yolanda se sente desvalorizada por Selena depois de todo o trabalho que ela fez. |    |                                                                           |                    |                                               |                       |
| 15 | 15 | "Lo más bello" "(O Mais Belo)" (BR)                                       | Hiromi Kamata      | Claudia Forestieri                            | 4 de maio de 2021     |
| O álbum Selena Live! é indicado ao Grammy de Melhor álbum mexicano-americano. A banda filma o videoclipe de Amor Prohibido, que será o primeiro single do próximo álbum. Selena grava uma nova canção escrita por Ricky, No Me Queda Más, que ela percebe ter sido escrita sobre Suzette. Enquanto sai com sua família, Selena se cruza com uma jovem chamada Beyoncé. Selena pediu ao estilista Martin Gomez que fizesse seu vestido para o Grammy, e os dois decidiram fazer uma linha de roupas juntos. No Grammy de Nova York, Selena vence, mas em seu discurso se esquece de agradecer a Chris, o que aumenta seu sentimento de negligência conforme ela fica mais ocupada. Também na premiação Selena e Suzette são reconhecidas por Whitney Houston, Gloria Estefan e Luis Miguel, o que faz Selena perceber que é uma estrela. |    |                                                                           |                    |                                               |                       |
| 16 | 16 | "Si una vez"                                                              | Katina Medina Mora | Eddie Serrano                                 | 4 de maio de 2021     |
| Depois que a SBK Records ouve sua gravação de Captive Heart para o álbum em inglês, Selena é instruída a contratar um treinador vocal. As tensões pioram no casamento de Selena e Chris. AB consegue mais músicas para Selena, entre elas de Diane Warren e Keith Thomas. Cantar I Could Fall in Love lembra Selena de como ela e Chris se apaixonaram, e a dupla se reconcilia. Jose diz a Selena que ela e a banda farão um álbum ao vivo de um show para 60.000 pessoas no Houston Astrodome. O desfile de moda de Selena e Martin é um sucesso, mas logo depois Selena recebe uma notificação judicial por contas não pagas da butique. |    |                                                                           |                    |                                               |                       |
| 17 | 17 | "Astrodome"                                                               | Katina Medina Mora | Moisés Zamora                                 | 4 de maio de 2021     |
| Selena e Abraham confrontam Yolanda separadamente sobre os pagamentos não serem feitos, mas ela insiste em sua inocência. Suzette torce o tornozelo pouco antes do show do Astrodome, forçando-os a conseguir um baterista substituto. Abraham investiga a boutique e encontra evidências de fraude de Yolanda sobre a boutique e o fã-clube de Selena. Abraham, Selena e Suzette confrontam Yolanda sobre o dinheiro, mas Yolanda insiste que ela não fez nada. Abraham ameaça ir à polícia se Yolanda não puder apresentar provas de sua inocência. O concerto do Astrodome é um sucesso. Em outro lugar, Yolanda compra uma arma. |    |                                                                           |                    |                                               |                       |
| 18 | 18 | "When All the World is Sleeping" "(Quando Todo Mundo Está Dormindo)" (BR) | Hiromi Kamata      | Moisés Zamora                                 | 4 de maio de 2021     |
| Yolanda continua tentando entrar em contato com Selena, insistindo que foi tudo um mal-entendido. Depois que os fãs conseguem entrar na casa de Selena e Chris, eles decidem se mudar para um terreno que Selena escolheu para construir uma casa e uma pequena fazenda. Selena também diz a Marcella e Suzette que ela e Chris vão tentar ter filhos. Tarde da noite, Selena atende uma ligação de Yolanda. Na manhã seguinte, Selena vai até Yolanda, exigindo documentos financeiros perdidos que Yolanda afirma estar em seu quarto de motel. Uma faxineira de motel ouve um tiro vindo do quarto de Yolanda; Selena foi baleada e morre no Hospital Memorial Corpus Christi. Abraham e AB correm para o hospital, mas não conseguem vê-la antes de sua morte. Família, amigos e fãs lamentam sua morte. Um mês depois, o álbum em inglês de Selena, Dreaming of You, é lançado. Seis meses depois, Suzette assumiu o papel de Selena dando palestras na escola e AB entra em turnê com os Kumbia Kings. |    |                                                                           |                    |                                               |                       |

## Produção

### Desenvolvimento
Em 11 de dezembro de 2018, Selena: The Series foi encomendada pela Netflix. A série é produzida pela Campanario Entertainment com o pai de Selena (Abraham) e a irmã (Suzette), a partir de um roteiro de Moisés Zamora para a Netflix. É baseado na vida de Selena. A primeira parte da série foi lançada em 4 de dezembro de 2020. A segunda parte da série estreou em 4 de maio de 2021.

### Seleção do elenco
A série é estrelada por Christian Serratos como o personagem titular. Deadline mais tarde relatou que "Outros membros do elenco incluem Noemi Gonzalez como Suzette Quintanilla, irmã e melhor amiga de Selena, que aprende a abraçar seu papel como a primeira baterista feminina na história da música Tejano. Seidy López como Marcella Quintanilla, a mãe de Selena; e a recém-chegada Madison Taylor Baez como uma jovem Selena." Ricardo Chavira e Gabriel Chavarria interpretariam o pai e o irmão da Selena, respectivamente. Mais tarde, foi anunciado que a série incluiria Julio Macias, Jesse Posey, Hunter Reese, Carlos Alfredo Jr., Juan Martinez, Daniela Estrada e Paul Rodriguez, Jr. co-estrelando a série como a família Quintanila e vários outros membros importantes da vida de Selena. Macias interpreta Pete Astudillo, com Posey como Chris Perez, Peña como Ricky Vela e Alfredo como Joe Ojeda. Martinez retrata um jovem A.B. Quintanilla, irmão de Selena, com Estrada sendo a jovem Suzette Quintanilla, irmã de Selena, e Rodriguez como Roger Garcia, um guitarrista tímido que fazia parte do grupo antes de Chris Perez se tornar seu guitarrista. Além disso, coestrelado por Johnny Jay Lee (NCIS: Los Angeles) e Fernanda Moya como o jovem e a mulher, respectivamente.

## Recepção
Para a parte 1 da série, o agregador de resenhas Rotten Tomatoes relatou um índice de aprovação de 33% com base em 33 resenhas críticas, com uma classificação média de 5,28/10. O consenso dos críticos do site diz: "Selena: as afeições da série são óbvias, mas por não sondar mais profundamente a própria Selena, ela falha em capturar a mulher por trás do legado, contentando-se com apenas outra releitura da vida da estrela carismática em vez de algo mais." O Metacritic deu à série uma pontuação média ponderada de 48 de 100 com base em 9 análises críticas, indicando" análises mistas ou médias".
Para a parte 2 da série, o agregador de resenhas Rotten Tomatoes relatou um índice de aprovação de 20% com base em 5 resenhas críticas, com uma classificação média de 4,42/10.